# NGC 271
NGC 271 (również PGC 2949 lub UGC 519) – galaktyka spiralna z poprzeczką (SBab), znajdująca się w gwiazdozbiorze Wieloryba. Odkrył ją William Herschel 1 października 1785 roku.